# Catocala azumiensis
Catocala azumiensis là một loài bướm đêm trong họ Erebidae.